# Nowickia gussakovskyi
Nowickia gussakovskyi är en tvåvingeart som beskrevs av Zimin 1980. Nowickia gussakovskyi ingår i släktet Nowickia och familjen parasitflugor.
Artens utbredningsområde är Tadzjikistan. Inga underarter finns listade i Catalogue of Life.